# Sân bay quốc tế Incheon

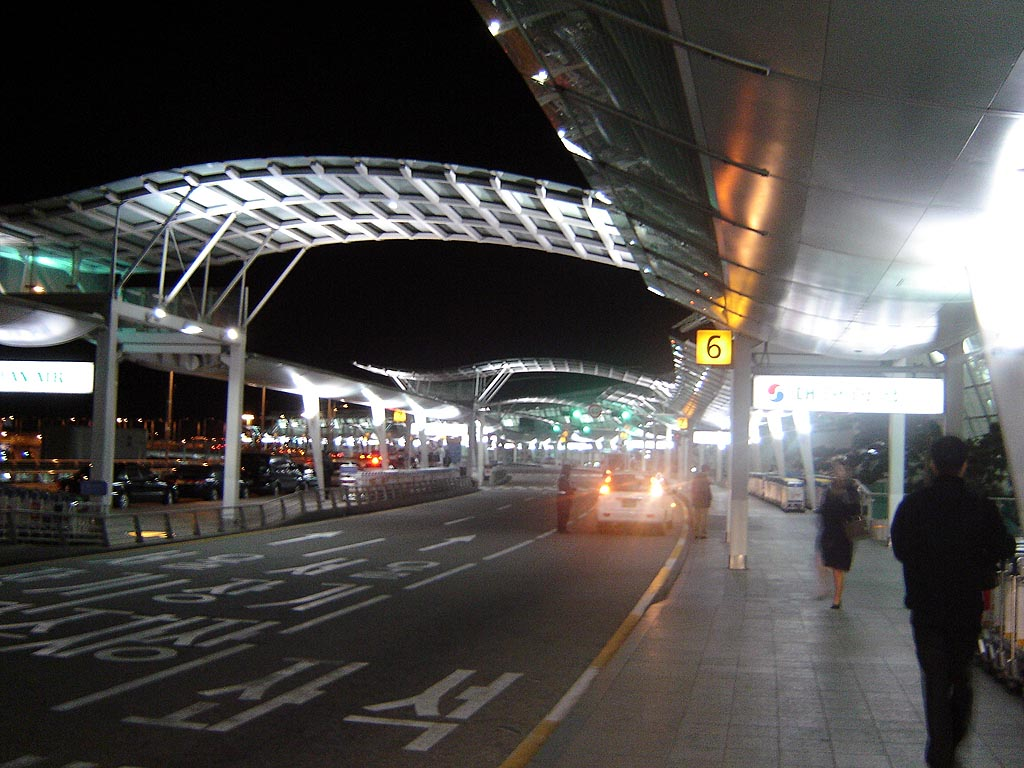
Sân bay Incheon - Lối vào

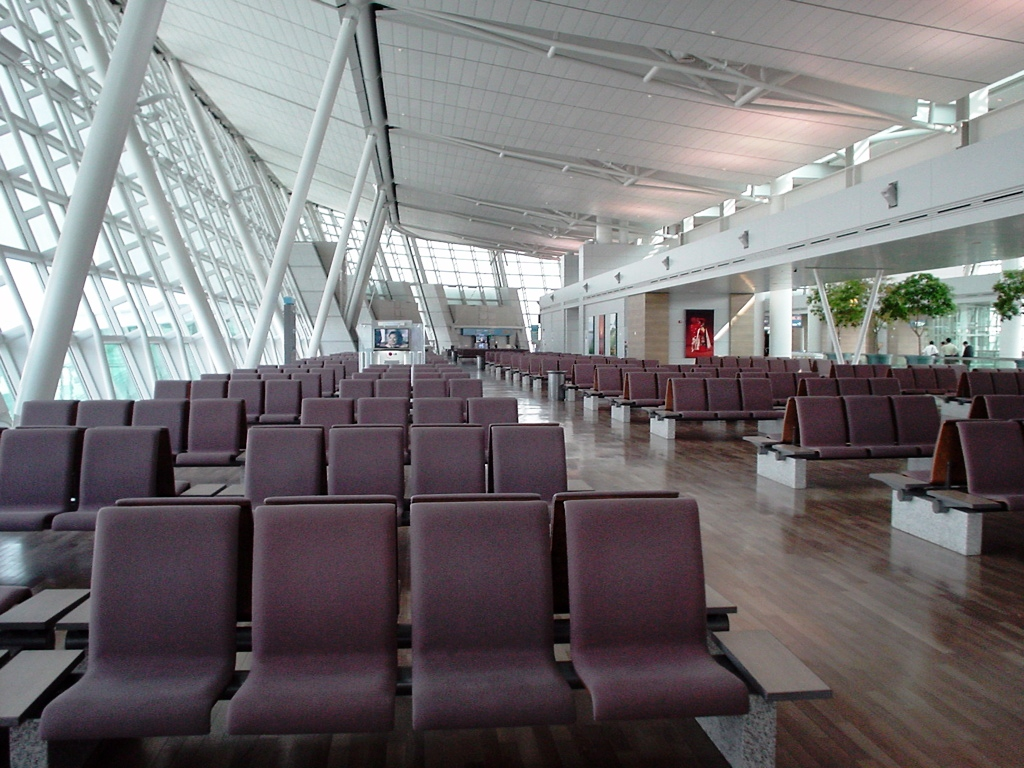
Sân bay Incheon - Khu vực cổng

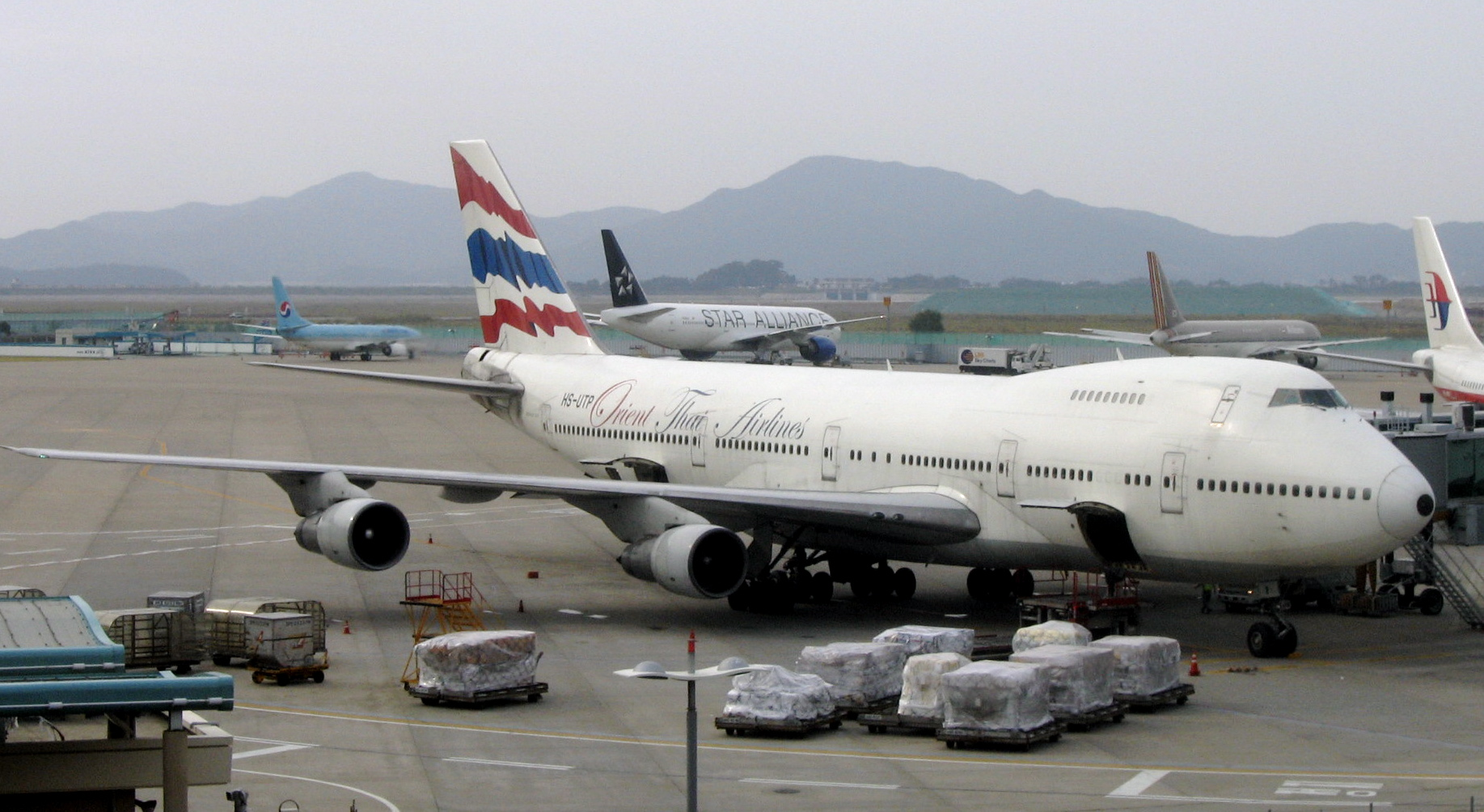
Máy bay tại sân bay Incheon

Sân bay Quốc tế Incheon, tên chính thức là Cảng hàng không Quốc tế Incheon (Hangul: 인천국제공항, Hanja: 仁川國際空港 (Nhân Xuyên quốc tế không cảng), Romaja: Incheon Gukje Gonghang, tiếng Anh: Incheon International Airport, IATA: ICN, ICAO: RKSI) hay gọi tắt là Sân bay Incheon (tiếng Anh: Incheon Airport) là sân bay quốc tế chính của thủ đô Seoul (Hàn Quốc) và là sân bay lớn nhất Hàn Quốc. Đây là một trong những cảng trung chuyển hàng không lớn nhất và nhộn nhịp nhất trên thế giới, là cửa ngõ quan trọng vào Đông Á và cả châu Á. Sân bay này nằm tại thành phố Incheon, phục vụ chính cho thủ đô Seoul và các vùng xung quanh cũng như cả nước Hàn Quốc. Kể từ nằm 2005, Sân bay Incheon lọt vào danh sách sân bay tốt nhất thế giới do Hội đồng cảng hàng không quốc tế (Airports Council International - ACI) đánh giá khảo sát và được đánh giá là một trong 3 sân bay 5 sao trên thế giới cùng với sân bay Hồng Kông và Sân bay Changi ở Singapore theo nghiên cứu và khảo sát của Skytrax
Tọa lạc khoảng 70 km (43 dặm) về hướng Tây của Seoul, thủ đô và là thành phố lớn nhất ở Hàn Quốc, Sân bay Incheon là trung tâm hoạt động chính của các hãng Korean Air, Asiana Airlines và Polar Air Cargo.
Sân bay này bắt đầu hoạt động vào năm 2001 nhằm thay thế cho Sân bay Gimpo - Sân bay mà sau đó trở thành sân bay quốc nội và chỉ còn một vài chặng bay quốc tế ngắn đến Tokyo-Haneda, Thượng Hải-Hồng Kiều và Osaka-Kansai.
Sân bay Incheon hiện nay đã trở thành sân bay trung chuyển các chuyến bay, hành khách và hàng hóa chính cho cả khu vực Đông Á. Sân bay này cũng là sân bay nhộn nhịp thứ 8 ở châu Á và thứ 15 trên thế giới về mặt vận tải hàng hóa và là sân bay nhộn nhịp thứ 11 trên thế giới về mặt vận tải hành khách vào năm 2006.

Sân bay Incheon hiện tại có 1 sân golf, các dịch vụ spa, các phòng nghỉ cá nhân, khách sạn, sòng bạc, các khu vườn trong nhà ga, các khu mua sắm, giải trí, các khu ăn uống rộng lớn và 1 Bảo tàng văn hóa Hàn Quốc

Sân bay Incheon - Sảnh triển lãm

## Các giải thưởng, chứng nhận và xếp hạng
Bắt đầu từ năm 2005, Sân bay Incheon lọt vào danh sách những sân bay tốt nhất thế giới do Hội đồng cảng hàng không quốc tế - ACI đánh giá, được đánh giá là 1 sân bay 5 sao theo khảo sát và nghiên cứu của Skytrax. Cũng như 2 sân bay 5 sao còn lại (Sân bay Changi ở Singapore và Sân bay Hong Kong ở Hồng Kông), Sân bay Incheon luôn nằm trong một trong 3 vị trí dẫn đầu trong danh sách những sân bay tốt nhất thế giới của nhiều cơ quan, tổ chức kinh tế, hàng không, du lịch trên khắp thế giới. Hàng năm, vị trí dẫn đầu luôn được xem là cuộc cạnh tranh riêng của 3 sân bay này
- Năm 1998, Sân bay Incheon đạt được chứng chỉ ISO về xây dựng và dịch vụ sân bay.
- Từ năm 2002, Sân bay Incheon đoạt danh hiệu Giải thưởng Sân bay tốt nhất trong 3 năm liên tục. theo IATA và ACI.
- Năm 2002, Sân bay Incheon xếp thứ 2 trong danh sách Sân bay tốt nhất thế giới theo IATA và ACI.
- Công ty Sân bay quốc tế Incheon trở thành công ty đầu tiên nhận chứng chỉ ISO về dịch vụ sân bay.
- Năm 2005, Incheon International Airport đạt giải thưởng Sân bay tốt nhất thế giới do tổ chức AETRA Service Monitoring được hai cơ quan IATA và ACI cùng tiến hành.
- Năm 2006, Sân bay Incheon được trao danh hiệu Sân bay tốt nhất thế giới dựa trên cuộc điều tra hành khách do IATA tiến hành.
- Sân bay Incheon nhận chứng chỉ ISO về môi trường.
- Sân bay Incheon được tặng giải thưởng "Chất lượng dịch vụ các thứ hạng tốt nhất" tại Hội nghị quốc tế về chất lượng và dịch vụ sân bay của IATA và tổ chức ACI.
- Năm 2008, Sân bay Incheon xếp thứ 2  "Sân bay tốt nhất thế giới", sau Sân bay Quốc tế Hồng Kông, xếp trước Sân bay quốc tế Changi Singapore.
- Năm 2009, Sân bay Incheon vươn lên vị trí dẫn đầu danh sách Sân bay tốt nhất thế giới theo khảo sát và nghiên cứu của Skytrax, đứng hạng 2 là Sân bay quốc tế Hong Kong và xếp sau đó là Sân bay quốc tế Singapore Changi

## Tần số Kiểm soát Không lưu
| ATIS               | 128.2 MHz, 128.4 MHz, 230.25 MHz                       |
| Clearance Delivery | 121.0 MHz, 121.625 MHz, 269.2 MHz                      |
| Ramp               | 121.65 MHz, 121.875 MHz, 121.8 MHz, 269.1 MHz          |
| Ground             | 121.4 MHz, 121.775 MHz, 226.9 MHz                      |
| Tower              | 118.2 MHz, 118.8 MHz, 231.8 MHz                        |
| Seoul Departure    | 121.35 MHz, 123.25 MHz, 125.15 MHz, 321.2 MHz          |
| Seoul Approach     | 119.1 MHz, 119.75 MHz, 120.8 MHz, 305.7 MHz, 363.8 MHz |

## Hãng hàng không và điểm đến

Các thành phố có tuyến bay thẳng với sân bay Incheon (bao gồm tuyến bay theo mùa và tương lai).

| Hãng hàng không               | Điểm đến | Nhà ga    |
| ----------------------------- | --- | --------- |
| ANA                           | Tokyo, Okinawa | A         |
| Aeroflot                      | Moscow-Sheremetyevo | A         |
| Aeroflot vận hành bởi Aurora  | Khabarovsk, Vladivostok, Yuzhno-Sakhalinsk | A         |
| AirAsia X                     | Kuala Lumpur | A         |
| AirAsia Zest                  | Cebu, Kalibo, Manila | A         |
| Air Astana                    | Almaty, Astana | A         |
| Air Canada                    | Vancouver Theo mùa: Toronto-Pearson | A         |
| Air China                     | Bắc Kinh-Thủ đô, Đại Liên, Thành Đô, Hàng Châu, Hợp Phì, Thanh Đảo, Thiên Tân, Diên Cát Theo mùa: Trùng Khánh | A         |
| Air France                    | Paris-Charles de Gaulle | A         |
| Air India                     | Delhi, Hong Kong | A         |
| Air Macau                     | Macau | A         |
| Alitalia                      | Rome-Fiumicino | A         |
| American Airlines             | Dallas/Fort Worth | A         |
| Asia Atlantic Airlines        | Bangkok-Suvarnabhumi, Phuket | A         |
| Asiana Airlines               | Almaty, Astana, Bangkok-Suvarnabhumi, Bắc Kinh-Thủ đô, Cebu, Trường Xuân, Trường Sa, Thành Đô, Chicago-O'Hare, Trùng Khánh, Clark, Đà Nẵng, Đại Liên, Delhi, Macau, Denpasar/Bali, Frankfurt, Fukuoka, Quảng Châu, Quế Lâm, Hải Khẩu, Hàng Châu, Hà Nội, Cáp Nhĩ Tân, Hiroshima, Thành phố Hồ Chí Minh, Hong Kong, Honolulu, Istanbul-Atatürk, Jakarta-Soekarno-Hatta, Jeju, Tế Nam, Kalibo, Khabarovsk, Koror, Kota Kinabalu, Kumamoto, London-Heathrow, Los Angeles, Manila, Matsuyama, Miyazaki, Nagoya-Centrair, Naha, Nam Kinh, New York-JFK, Osaka-Kansai, Paris-Charles de Gaulle, Phnom Penh, Phuket,Phú Quốc, Thanh Đảo, Saipan, San Francisco, Seattle/Tacoma, Sendai, Thượng Hải-Phố Đông, Thâm Quyến, Shizuoka, Siem Reap, Singapore, Sydney, Đài Bắc-Đào Viên, Takamatsu, Tashkent, Thiên Tân, Tokyo-Haneda, Tokyo-Narita, Toyama, Vladivostok, Uy Hải, Sân bay quốc tế Hàm Dương Tây An, Diêm Thành, Yangon, Diên Cát, Yên Đài, Miho-Yonago\|Yonago, Yuzhno-Sakhalinsk Theo mùa: Asahikawa, Nam Xương, Nha Trang Thuê chuyến theo mùa: Barcelona, Ube | Chính     |
| Bamboo Airways                | Nha Trang, Hà Nội, Đà Nẵng (tạm dừng khai thác đi Nha Trang và Đà Nẵng từ 26/2/2020) | A         |
| British Airways               | London-Heathrow | A         |
| Business Air                  | Bangkok-Suvarnabhumi, Chiang Mai, Krabi, Phuket | A         |
| Cathay Pacific                | Hong Kong, Đài Bắc-Đào Viên | A         |
| Cebu Pacific                  | Cebu, Kalibo, Manila | A         |
| China Airlines                | Cao Hùng, Đài Bắc-Đào Viên | A         |
| China Eastern Airlines        | Trường Sa, Thường Châu, Côn Minh, Nam Kinh, Nam Ninh, Thanh Đảo, Thượng Hải-Phố đông, Thái Nguyên, Uy Hải, Vô Tích, Sân bay quốc tế Hàm Dương Tây An, Diêm Thành, Yên Đài, Trịnh Châu | A         |
| China Southern Airlines       | Bắc Kinh-Thủ đô, Trường Xuân, Đại Liên, Quảng Châu, Cáp Nhĩ Tân, Giai Mộc Tư, Mẫu Đơn Giàn, Thượng Hải-Phố đông, Thẩm Dương\|Thẩm Dương, Thâm Quyến, Diên Cát, Trịnh Châu, Vũ Hán Theo mùa: Nam Ninh, Urumqi | A         |
| Czech Airlines                | Praha | A         |
| Delta Air Lines               | Detroit, Seattle/Tacoma | A         |
| Dynamic Airways               | Saipan | A         |
| Eastar Jet                    | Bangkok-Suvarnabhumi, Hong Kong, Đà Nẵng, Tế Nam, Nha Trang, Kota Kinabalu, Osaka-Kansai,Phú Quốc, Phuket, Siem Reap, Tokyo-Narita. | Main & A  |
| Emirates                      | Dubai-International | A         |
| Ethiopian Airlines            | Addis Ababa, Hong Kong | A         |
| Etihad Airways                | Abu Dhabi | A         |
| EVA Air                       | Cao Hùng, Đài Bắc-Đào Viên | A         |
| Finnair                       | Helsinki | A         |
| Garuda Indonesia              | Denpasar/Bali, Jakarta-Soekarno-Hatta | A         |
| Hawaiian Airlines             | Honolulu | A         |
| Hong Kong Express Airways     | Hong Kong | A         |
| Japan Airlines                | Tokyo-Narita | A         |
| Jeju Air                      | Bangkok-Suvarnabhumi, Cebu, Fukuoka, Guam, Hà Nội, Đà Nẵng, Hong Kong, Giai Mộc Tư, Manila, Nagoya-Centrair, Naha,Nha Trang, Osaka-Kansai, Phú Quốc, Thành phố Hồ Chí Minh, Thanh Đảo, Saipan, Thạch Gia Trang, Tokyo-Narita, Uy Hải, Yên Đài | Main & A  |
| Jet Asia Airways              | Bangkok-Suvarnabhumi | A         |
| Jin Air                       | Bangkok-Suvarnabhumi, Cebu, Chiang Mai, Clark, Fukuoka, Guam, Hong Kong, Hà Nội, Đà Nẵng, Kota Kinabalu, Macau, Nagasaki, Naha, Osaka-Kansai, Sapporo-Chitose, Vientiane Thuê chuyến: Siem Reap | Main & A  |
| KLM                           | Amsterdam | A         |
| Korean Air                    | Akita, Amsterdam, Aomori, Atlanta, Auckland, Bangkok-Suvarnabhumi, Bắc Kinh-Thủ đô, Brisbane, Busan, Cebu, Trường Sa, Chiang Mai, Chicago-O'Hare, Colombo, Đà Nẵng,Đà Lạt, Daegu, Đại Liên, Dallas/Fort Worth, Denpasar/Bali, Dubai-International, Frankfurt, Fukuoka, Guam, Quảng Châu, Hakodate, Hà Nội, Hợp Phì, Thành phố Hồ Chí Minh, Hong Kong, Honolulu, Houston-Intercontinental, Hoàng Sơn, Irkutsk, Istanbul-Atatürk, Jakarta-Soekarno-Hatta, Jeddah, Jeju, Tế Nam, Kagoshima, Kathmandu, Komatsu, Koror, Kota Kinabalu, Kuala Lumpur, Côn Minh, Las Vegas, London-Heathrow, Los Angeles, Madrid, Malé, Manila, Milan-Malpensa, Moscow-Sheremetyevo, Mumbai, Nadi, Nagoya-Centrair, Nam Ninh, New York-JFK, Nha Trang, Niigata, Oita, Okayama, Osaka-Kansai, Paris-Charles de Gaulle, Phnom Penh, Phuket,Phú Quốc, Prague, Thanh Đảo, Riyadh, Rome-Fiumicino, Saint Petersburg, San Francisco, São Paulo-Guarulhos, Sapporo-Chitose, Seattle/Tacoma, Thượng Hải-Phố Đông, Thẩm Dương, Thâm Quyến, Siem Reap, Singapore, Sydney, Đài Bắc-Đào Viên, Tashkent, Tel Aviv-Ben Gurion, Thiên Tân, Tokyo-Haneda, Tokyo-Narita, Toronto-Pearson, Ulan Bator, Vancouver, Vienna, Vladivostok, Washington-Dulles, Uy Hải, Vũ Hán, Sân bay quốc tế Hàm Dương Tây An, Hạ Môn, Yangon, Diên Cát, Trịnh Châu, Zürich Theo mùa: Cairo, Oslo-Gardermoen Theo mùa Thuê chuyến: Đài Trung, Tây Ninh, Zagreb | Chính     |
| Lao Airlines                  | Luang Prabang, Vientiane | A         |
| Lufthansa                     | Frankfurt, Munich | A         |
| Malaysia Airlines             | Kuala Lumpur | A         |
| Mandarin Airlines             | Cao Hùng, Đài Trung | A         |
| MIAT Mongolian Airlines       | Ulan Bator | A         |
| Myanmar Airways International | Mandalay, Yangon | A         |
| NokScoot                      | Bangkok-Don Mueang | A         |
| Orient Thai Airlines          | Bangkok-Don Mueang, Phuket | A         |
| Peach                         | Naha, Osaka-Kansai | A         |
| Philippine Airlines           | Cebu, Kalibo, Manila | A         |
| Qatar Airways                 | Doha | A         |
| S7 Airlines                   | Novosibirsk, Vladivostok Theo mùa: Irkutsk | A         |
| Scoot                         | Singapore, Đài Bắc-Đào Viên | A         |
| Shandong Airlines             | Tế Nam, Thanh Đảo, Yên Đài | A         |
| Shanghai Airlines             | Thượng Hải-Phố Đông | A         |
| Shenzhen Airlines             | Thâm Quyến, Sân bay quốc tế Hàm Dương Tây An, Yên Đài | A         |
| Sichuan Airlines              | Thành Đô | A         |
| Singapore Airlines            | San Francisco, Singapore | A         |
| Sky Angkor Airlines           | Siem Reap, Sihanoukville | A         |
| Spring Airlines               | Thượng Hải-Phố Đông, Thạch Gia Trang | A         |
| StarFlyer                     | Kitakyūshū | A         |
| Thai AirAsia X                | Bangkok-Don Mueang | A         |
| Thai Airways                  | Bangkok-Suvarnabhumi, Hong Kong, Los Angeles, Đài Bắc-Đào Viên | A         |
| Tianjin Airlines              | Thiên Tân | A         |
| Turkish Airlines              | Istanbul-Atatürk | A         |
| T'way Airlines                | Bangkok-Suvarnabhumi, Hà Nội, Thành phố Hồ Chí Minh, Fukuoka, Hải Khẩu, Tế Nam, Naha, Ninh Ba, Oita, Osaka-Kansai, Đài Trung, Vientiane, Đà Nẵng | Chính & A |
| United Airlines               | Guam, Tokyo-Narita | A         |
| Uzbekistan Airways            | Tashkent | A         |
| VietJet Air                   | Hà Nội, Thành phố Hồ Chí Minh, Đà Nẵng, Hải Phòng, Phú Quốc,Cần Thơ,Đà Lạt, Nha Trang (tạm dừng khai thác từ ngày 19/2/2020 đến hết tháng 3 trừ Hà Nội, Tp.HCM, Hải Phòng, Cần Thơ khai thác bình thường) | A         |
| Vietnam Airlines              | Đà Nẵng, Hà Nội, Thành phố Hồ Chí Minh Thuê chuyến: Vân Đồn,Huế | A         |
| Xiamen Airlines               | Phúc Châu, Hạ Môn | A         |
| Yakutia Airlines              | Ulan-Ude, Yakutsk | A         |

### Hành khách
| Hãng hàng không                     | Các điểm đến |
| ----------------------------------- | --- |
| Air China Cargo                     | Bắc Kinh, Phố Đông |
| Air France Cargo                    | Paris-Charles de Gaulle |
| Air Hong Kong                       | Hong Kong |
| Air Incheon                         | Thanh Đảo, Tokyo-Haneda, Tokyo-Narita, Ulan Bator, Yên Đài, Yuzhno-Sakhalinsk |
| AirBridgeCargo Airlines             | Moscow-Domodedovo, Sân bay Sheremetyevo\|Moscow-Sheremetyevo, Saint Petersburg |
| Antonov Airlines                    | Fairbanks |
| ANA Cargo                           | Naha, Osaka-Kansai, Tokyo-Narita |
| Asiana Cargo                        | Anchorage, Atlanta, Bangkok-Suvarnabhumi, Brussels, Chicago-O'Hare, Dallas/Fort Worth, Frankfurt, Gothenburg, Quảng Châu, Hong Kong, London-Stansted, Los Angeles, Miami, Milan-Malpensa, Moscow-Domodedovo, Nagoya-Centrair, New York-JFK, Osaka-Kansai, Oslo-Gardermoen, Penang, Portland (OR), Saint Petersburg, San Francisco, Thượng Hải-Phố Đông, Singapore, Thiên Tân, Vienna, Yên Đài |
| Atlas Air                           | Chicago-O'Hare, Hong Kong |
| Aviacon Zitotrans                   | Yekaterinburg |
| Cardig Air                          | Jakarta-Soekarno-Hatta |
| Cargolux                            | Luxembourg |
| Cathay Pacific Cargo                | Hong Kong, Osaka-Kansai |
| China Cargo Airlines                | Thượng Hải-Phố Đông |
| China Postal Airlines               | Bắc Kinh-Thủ đô, Sân bay quốc tế Hàm Dương Tây An, Yên Đài |
| DHL Aviation vận hành bởi AeroLogic | Leipzig/Halle |
| Emirates SkyCargo                   | Dubai-Al Maktoum, Osaka-Kansai |
| FedEx Express                       | Anchorage, Bắc Kinh-Thủ đô, Quảng Châu, Los Angeles, Memphis, New York-JFK, Newark, Thượng Hải-Phố Đông |
| Hong Kong Airlines Cargo            | Hong Kong |
| Kalitta Air                         | Anchorage, Chicago-O'Hare, New York-JFK, Thượng Hải-Phố Đông |
| Korean Air Cargo                    | Amsterdam, Atlanta, Bangkok-Suvarnabhumi, Basel/Mulhouse, Bắc Kinh-Thủ đô, Boston, Brussels, Campinas, Chicago-O'Hare, Chennai, Cheongju, Copenhagen, Dallas/Fort Worth, Frankfurt, Guadalajara, Quảng Châu, Hà Nội, Thành phố Hồ Chí Minh, Hong Kong, Istanbul-Ataturk, Jakarta-Soekarno-Hatta, Kuala Lumpur, Lima, London-Heathrow, Los Angeles, Manila, Miami, Milan-Malpensa, Sân bay Sheremetyevo\|Moscow-Sheremetyevo, Navoiy, New York-JFK, Osaka-Kansai, Oslo-Gardermoen, Paris-Charles de Gaulle, Penang, Thanh Đảo, San Francisco, Seattle/Tacoma, Thượng Hải-Phố Đông, Singapore, Stockholm-Arlanda, Sydney, Tel Aviv-Ben Gurion, Toronto-Pearson, Vienna, Hạ Môn, Zaragoza |
| Lufthansa Cargo                     | Frankfurt, Krasnoyarsk |
| MASkargo                            | Kuala Lumpur |
| Midex Airlines                      | Al Ain |
| Nippon Cargo Airlines               | Osaka-Kansai, Thượng Hải-Phố Đông, Tokyo-Narita |
| Nordic Global Airlines              | Helsinki |
| Okay Airways Cargo                  | Thiên Tân |
| Polar Air Cargo                     | Anchorage, Cincinnati, Hong Kong, Los Angeles, Melbourne, Thượng Hải-Phố Đông, Sydney, Đài Bắc-Đào Viên |
| Polet Airlines                      | Voronezh |
| Qantas Freight                      | Chicago-O'Hare, Sydney |
| Qatar Airways Cargo                 | Doha |
| SAT Airlines Cargo                  | Yuzhno-Sakhalinsk |
| SF Airlines                         | Trịnh Châu |
| Silk Way Airlines                   | Baku |
| Silk Way West Airlines              | Baku |
| Singapore Airlines Cargo            | Singapore |
| Southern Air                        | Bắc Kinh-Thủ đô, Chicago-O'Hare, Dallas/Fort Worth, Hong Kong, Los Angeles, New York-JFK, San Francisco |
| Turkish Airlines Cargo              | Almaty, Bishkek, Istanbul-Atatürk |
| UPS Airlines                        | Almaty, Anchorage, Hong Kong, Indianapolis, Thanh Đảo, Thâm Quyến, Đài Bắc-Đào Viên, Trịnh Châu |
| Volga-Dnepr Airlines                | Krasnoyarsk |
| Western Global Airlines             | Los Angeles |
| Yangtze River Express               | Hàng Châu, Thanh Đảo, Thượng Hải-Phố Đông |

## Vận chuyển mặt đất

### Bus

#### Seoul
- 600: Jamsil
- 601: Ga Seoul
- 602: Cheongnyangni
- 602-1: Donamdong
- 603: Đại học Seoul
- 604: Văn phòng quận GeumChon
- 604-1: Nhà ga xe buýt cao tốc Gwangmyeong
- 605: Tòa thị chính Seoul
- 605-1: Myeongdong
- 606: Cheonhodong
- 607: Ga Songjeong
- 608: Ga Yeongdeungpo
- 609: Chợ Garak
- Dobong
- Gangnam
- Nhà ga xe buýt cao tốc Gangnam
- Sân bay Gimpo
- Hannamdong
- Jamsil
- Namsan
- Nowon
- Tòa thị chính Seoul
- Ga Seoul
- Trade Center Bus Terminal

#### Incheon
- 111: Đi Songdo Resort
- 112: Đi ga DongIncheon
- 203: Đi cảng  Yeongjong
- 222: Đi Jamjindo
- 223: Đi Thành phố sân bay
- 301: Đi Ga Yeongdeungpo
- 302: Đi ga Songnae
- 306: Đi ga Incheon
- No Number bus line to Songdo (Yeonsu District Office)

#### Gyeonggi-do
- 3300: Ilsan
- Anseong
- Yongin
- Icheon
- Jukjeon
- Yeoju
- Seongnam
- Ansan
- Uijeongbu
- Namyangju
- Suwon
- Anyang

#### Khác (Express Busses)
- Daegu
- Daejeon
- Onyang
- Wonju
- Chungju
- Taean
- Gwangju
- Jeonju
- Chungju
- Pohang
- Ulsan
- Busan
- Chuncheon

## Mở rộng và nâng cấp
Với tham vọng trở thành cổng quốc tế khu vực trung tâm Đông Bắc Á, Hàn Quốc đã chi 4 nghìn tỷ Won (khoảng 3,12 tỷ USD) để mở rộng sân bay Inchenon. Dự án bắt đầu năm 2011 và dự kiến hoàn tất năm 2015, bao gồm xây dựng thêm một đường băng 16/34L bên cạnh đường băng 16/34 hiện thời, xây trạm đón khách hàng không thứ hai và hiện đại hóa các trang thiết bị hiện hành bao gồm cả việc mở rộng ga hàng hóa.